# Robert Koelle
Robert Koelle (* 2. Juni 1844 in Karlsruhe; † 30. Mai 1926 ebenda) war ein deutscher Bankier und Politiker.

## Leben
Als Sohn eines Bankiers geboren, studierte Koelle nach dem Besuch des Gymnasiums in Karlsruhe Philosophie an der Universität Leipzig und an der Ruprecht-Karls-Universität Heidelberg. Während seines Studiums wurde er 1863 Mitglied der Burschenschaft Allemannia Heidelberg. Er beendete sein Studium und war als Bankkaufmann in Paris, London und Frankfurt am Main tätig. 1869 wurde er Teilhaber im Bankgeschäft seines Vaters. Von 1877 bis 1903 amtierte er als portugiesischer Konsul in Karlsruhe, ab 1881 auch als schwedisch-norwegischer bzw. später als schwedischer Konsul. Von 1893 bis 1897 war er für die Nationalliberale Partei Abgeordneter der Zweiten Kammer der Badischen Ständeversammlung. 1895 wurde er mit dem Ehrentitel eines (großherzoglich badischen) Kommerzienrats ausgezeichnet. Im gleichen Jahr wurde er Bezirksrat, Stadtverordneter, Handelsrichter und Mitglied der Handelskammer zu Karlsruhe sowie Stadtrat in Karlsruhe. 1901 wurde er Präsident der Handelskammer. 1902 erhielt er den Ehrentitel Geheimer Kommerzienrat. Von 1903 bis 1909 und erneut ab 1913 war er vom Großherzog ernanntes Mitglied der Ersten Kammer der Badischen Ständeversammlung.
Koelle heiratete um 1871 die am Hoftheater Karlsruhe erfolgreiche Opernsängerin Magdalena Murjahn (1844–1904), die bei der Hochzeit ihre Karriere aufgab.